# Académie militaire de Bréda
L'académie militaire de Bréda, ou Académie royale militaire, en néerlandais Koninklijke Militaire Academie (KMA) est une académie militaire fondée le 24 novembre 1828 destinée à former les officiers de l'armée de l'armée néerlandaise.

## Formation
Actuellement, l'académie forme ses élèves jusqu'à un niveau de bachelor (baccalauréat universitaire). Elle forme des officiers de la Maréchaussée royale, l'armée de l'air royale néerlandaise, et l'armée de terre royale néerlandaise. Depuis le 2 septembre 2005, l'académie militaire est sous la direction de l'académie de la défense néerlandaise (NLDA).